# Фуентеальбілья

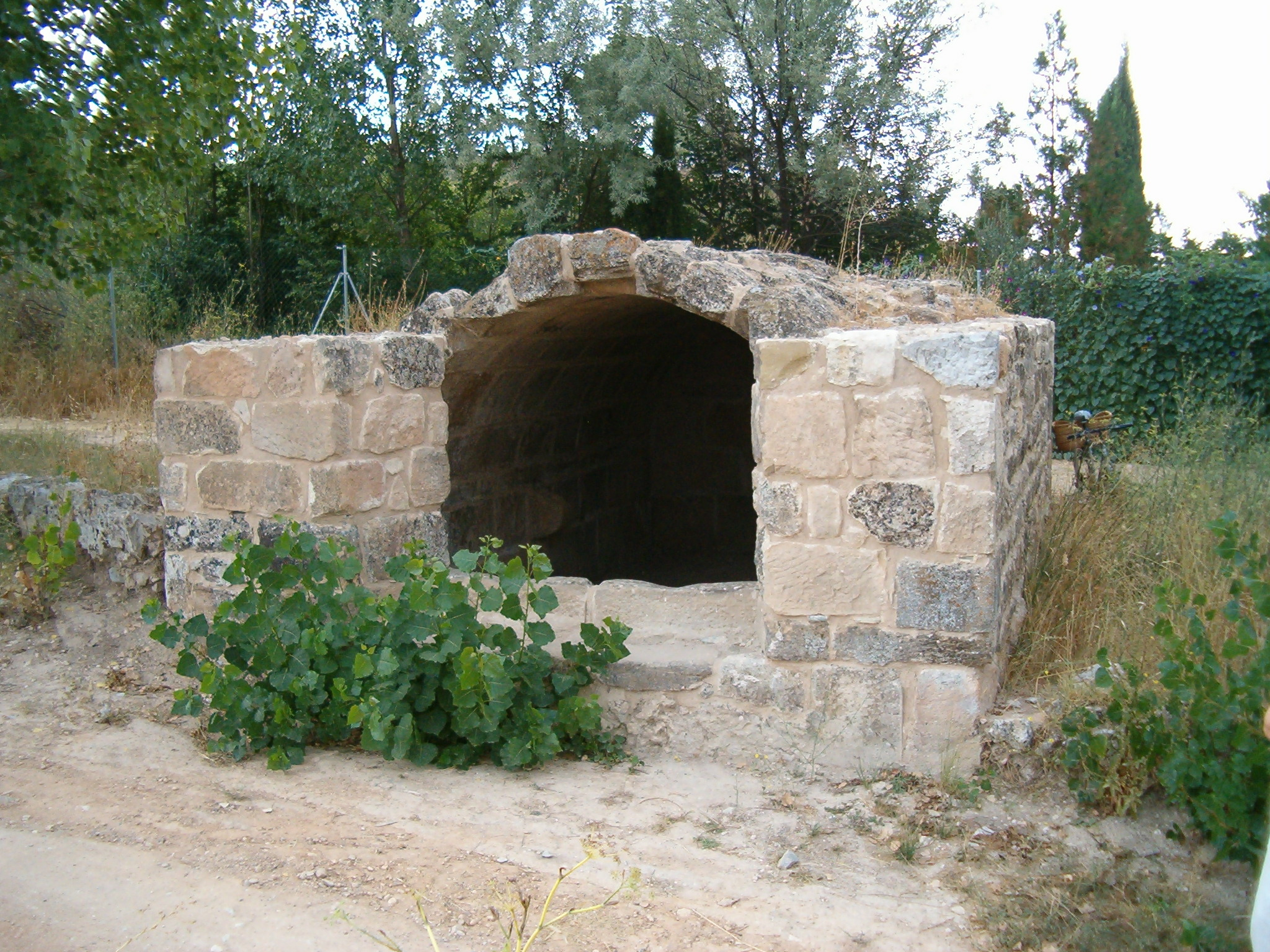
Roman cistern in Fuentealbilla.

Фуентеальбілья (ісп. Fuentealbilla) — муніципалітет в Іспанії, у складі автономної спільноти Кастилія-Ла-Манча, у провінції Альбасете. Населення — 2067 осіб (2010).
Муніципалітет розташований на відстані близько 220 км на південний схід від Мадрида, 40 км на північний схід від Альбасете.
На території муніципалітету розташовані такі населені пункти: (дані про населення за 2010 рік)
- Бормате: 207 осіб
- Кампоальбільйо: 11 осіб
- Фуентеальбілья: 1849 осіб

## Демографія
Динаміка населення (INE ):

## Персоналії
У Фуентеальбільї народився гравець «Барселони» і збірної Іспанії з футболу Андрес Іньєста.

## Галерея зображень

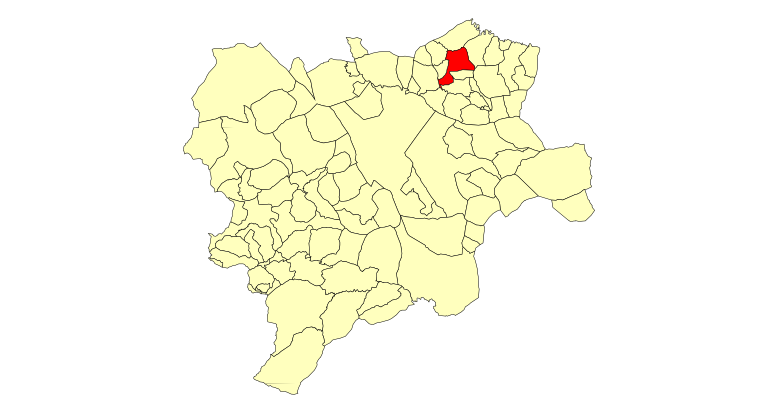
Розташування муніципалітету Фуентеальбілья у провінції Альбасете